# Moeda virtual
Moeda virtual foi definida em 2012 pelo Banco Central Europeu como "uma forma não regulamentada de dinheiro virtual, comumente distribuída e controlada por seus desenvolvedores, que é usada e aceita apenas entre os membros de uma comunidade virtual específica."[carece de fontes?] Em 2013 o Departamento do Tesouro dos Estados Unidos da América definiu moedas digitais como moedas tradicionais sem os trâmites legais.[carece de fontes?] O termo moeda virtual é erroneamente confundido com os termos moeda digital e criptomoeda (ver abaixo neste artigo).

## Definição
Em 2014 a Autoridade Bancária Europeia definiu moeda virtual como "a representação digital de valor que não foi emitida por um banco central ou por uma autoridade pública, nem é necessariamente atrelada à moeda fiat, mas é aceita por pessoas físicas e jurídicas como forma de pagamento e pode ser transferida, armazenada e trocada eletronicamente".

## Diferença entre moeda virtual, digital e criptomoedas
Embora moeda virtual seja indistintamente referida como moeda digital ou criptomoeda, há algumas diferenças:
- Moeda digital é toda moeda virtual eletronicamente criada e armazenada. Toda moeda digital é moeda virtual, mas nem toda moeda virtual é digital.
- Criptomoeda é um subgrupo das moedas digitais descentralizadas e criptografadas. Toda criptomoeda é moeda digital, mas nem toda moeda digital é criptomoeda.

Então desde as moedas de um MMORPG até as criptomoedas como o Bitcoin, todas são moedas virtuais.

## História
Ben Bernanke escreveu em seu testemunho para a audiência no Congresso dos Estados Unidos em 2013 que: "moedas virtuais vêm sendo vistas como uma forma de dinheiro eletrônico ou uma área da tecnologia dos sistemas de pagamento que vem evoluindo nos últimos 20 anos", fazendo referência a uma audiência no Congresso sobre o futuro do dinheiro perante o comitê Bancário e de Serviços Financeiros em 11 de Outubro de 1995.[carece de fontes?] A moeda de Internet Flooz foi criada em 1999.[carece de fontes?] O termo "moeda virtual" aparentemente foi criado em 2009, em paralelo com o desenvolvimento de moedas digitais em jogos online.[carece de fontes?]

## Economia Virtual
A ideia de uma moeda virtual é melhor explicada substituindo a palavra 'moeda' por 'economia'. Exemplos de economia virtual são os MMORPGs (Massive Multiplayer Online Role-Playing Games) como World of Warcraft, Second Life e Eve Online, onde existe uma moeda dentro do jogo que só possui valor dentro daquela economia virtual. Entende-se então que esta moeda é uma moeda virtual.
Embora virtual, muitos jogos trocam dinheiro real por virtual e itens in-game chegam a custar 38 000 USD, como o Cachorro de Guerra Rosa da Chama Eterial de Dota 2. Jullian Dibbell, um editor da Revista Wired, em 2003 levantou 4000 USD por mês vendendo itens, moeda e propriedades in-game de Última Online pelo eBay. Um equivalente a um salário anual de 36 000 USD o que representa a classe média baixa entre os "empresários virtuais".

## Lista de Moedas Virtuais

### Moedas Virtuais Não Digitais
| gold |  | World of Warcraft |
| zeny |  | Ragnarok          |

Veja uma lista de moedas fictícias (em inglês).

### Moedas Digitais Não Criptografadas
| Moeda  | Símbolo | Lançamento | Ativa? | Fundador                   | Base monetária (abril de 2013) | Notas                                   |
| ------ | ------- | ---------- | ------ | -------------------------- | ------------------------------ | --------------------------------------- |
| Beenz  |         | 1998       | Não    | Charles Cohen              | —                              |                                         |
| e-gold |         | 1996       | Não    | Gold & Silver Reserve Inc. | —                              |                                         |
| Rand   |         | 1999       | Não    | James Orlin Grabbe         | —                              | Não relacionada com o rand sul-africano |
| Ven    |         | 2007       | Sim    | Hub Culture                | —                              |                                         |
| Utoken |         | 2013       | Sim    | Utoken Reserve Inc         | —                              |                                         |

### Criptomoedas
| Lançamento         | Ativa?  | Moeda       | Símbolo   | Fundador                                      | Algoritmo hash   | Timestamping         | Notas |
| ------------------ | ------- | ----------- | --------- | --------------------------------------------- | ---------------- | -------------------- | --- |
| 2014               | ativa   | Aeon        | AEON      | Aeon Core Team                                | CryptoNight      | Proof-of-work (POW)  | Primeira moeda orientada à baixa fidelidade e não rastreável. |
| 2014               | ativa   | Auroracoin  | AUR       | Baldur Odinsson (pseudônimo)                  | Scrypt           | POW                  | Criada como alternativa para a moeda fiat na Islândia. |
| 2009               | ativa   | Bitcoin     | BTC       | Satoshi Nakamoto                              | SHA-256d         | POW                  | Primeira moeda com registro descentralizado. |
| 2014               | ativa   | BlackCoin   | BC, BLK   | Rat4 (pseudônimo)                             | Scrypt           | Proof-of-stake (POS) | BlackCoin assegura sua rede através de um processo chamado de cunhagem. |
| 2014               | inativa | Coinye      | KOI, COYE |                                               | Scrypt           | POW                  | Utilizando o cantor de Hip Hop Kanye West como mascote, o projeto foi abandonado após ser processado por violação dos direitos de marca.                                                                        |
| 2014               | ativa   | Dash        | DASH      | Evan Duffield & Kyle Hagan                    | X11              | POW & POS            | Trás privacidade às transações através do sistema de mixagem de moeda chamado Darksend. |
| 2013               | ativa   | Dogecoin    | DOGE      | Jackson Palmer & Billy Markus                 | Scrypt           | POW                  | Baseado no meme de internet (Doge). |
| 2014               | ativa   | DigitalNote | XDN       | XDN-dev team, dNote                           | CryptoNight      | POW                  | DigitalNote (XDN) é uma nova criptomoeda particular como mensagens instantâneas não rastreáveis e criptografadas. É também a primeira implementação do blockchain para Bancos e utiliza o protocolo CryptoNote. |
| 2015               | ativa   | Ethereum    | ETH       | Vitalik Buterin                               | Dagger Hashimoto | POW                  | Complementa os contratos inteligentes (smart contracts). |
| 2011               | ativa   | Litecoin    | LTC       | Charles Lee                                   | Scrypt           | POW                  | Primeira criptomoeda bem sucedida com verificação em script. |
| 2013               | ativa   | Mastercoin  | MSC       | J. R. Willett                                 | SHA-256d         | —                    | Mastercoin é ao mesmo tempo uma Moeda Digital e um Protocolo de Comunicação criado sobre um existente blockchain de Bitcoin.                                                                                    |
| 2014               | ativa   | MazaCoin    | MZC       | BTC Oyate Initiative                          | SHA-256d         | POW                  | A base do software da MazaCoin foi derivado de outra criptomoeda, a ZetaCoin. |
| 2014               | ativa   | Monero      | XMR       | Monero Core Team                              | CryptoNight      | POW                  | Monero (XMR) é uma moeda centrada em privacidade que utiliza o protocolo CryptoNote. |
| 2011               | ativa   | Namecoin    | NMC       | Vincent Durham                                | SHA-256d         | POW                  | Também atua como um DNS alternativo e descentralizado. |
| 2013               | ativa   | Nxt         | NXT       | BCNext (pseudônimo)                           | SHA-256d         | POS                  | Nxt foi especificamente desenvolvida como uma plataforma flexível para a criação de aplicações e serviços financeiros em volta do seu protocolo.                                                                |
| 2012               | ativa   | Peercoin    | PPC       | Sunny King (pseudônimo)                       | SHA-256d         | POW & POS            | Primeiro uso das funções POW e POS. |
| 2013               | ativa   | Emercoin    | EMC       | EvgenijM86                                    | SHA-256          | POW & POS            | Armazenamento confiável para qualquer pequeno dado: atua como um DNS alternativo, descentralizado, um depósito de PKI e infraestrutura de SSL.                                                                  |
| 2014               | ativa   | PotCoin     | POT       |                                               | Scrypt           | POW                  | Desenvolvido para indústria de cannabis legalizado. |
| 2013               | ativa   | Primecoin   | XPM       | Sunny King (pseudônimo)                       | 1CC/2CC/TWN      | POW                  | Primecoin utiliza os chains compostas de Cunningham e bi-twin chains como proof-of-work. |
| 2013               | ativa   | Ripple      | XRP       | Chris Larsen & Jed McCaleb                    | ECDSA            | "Consensus"          | Baseado em uma transferência de débito peer to peer (P2P). O termo Ripple aparece como Moeda Digital e Rede de Pagamento.                                                                                       |
| 2014               | ativa   | Titcoin     | TIT       | Edward Mansfield & Richard Allen              | SHA-256d         | POW                  | Primeira criptomoeda nomeada a um prêmio da indústria pornográfica. |
| Released as Moneta | inativa | Zerocoin    |           | Matthew Green, Ian Miers and Christina Garman |                  |                      | Proposta extensão do Bitcoin para garantir anonimato criptográfico. |